# Citellophilus gracilis
Citellophilus gracilis är en loppart som först beskrevs av Mikulin 1957.  Citellophilus gracilis ingår i släktet Citellophilus och familjen fågelloppor. Inga underarter finns listade i Catalogue of Life.